# NGC 6657
NGC 6657 (również PGC 62019 lub UGC 11271) – galaktyka spiralna z poprzeczką (SBc), znajdująca się w gwiazdozbiorze Lutni. Odkrył ją Édouard Jean-Marie Stephan 16 lipca 1876 roku.